# Musikhøjskolen
Musikhøjskolen er Danmarks ældste musikskole. Skolen er grundlagt i 1931 og har til huse i Smallegade på Frederiksberg i København. I 2005 begyndte skolen også at tilbyde undervisning i billedkunst, og senere er undervisning i film samt dans og performance kommet til.